# Golden Globe du meilleur documentaire
Le Golden Globe du meilleur documentaire (Golden Globe Award for Best Documentary Film) était une récompense cinématographique décernée annuellement par la Hollywood Foreign Press Association entre 1972 et 1977.

## Palmarès
Les lauréats sont indiqués ci-dessous en premier de chaque catégorie et en caractères gras.

## 30e cérémonie des Golden Globes
- Elvis on Tour (en)
- Walls of Fire
  - Marjoe
  - Russia
  - Sapporo Orinpikku

## 31e cérémonie des Golden Globes
- Visions of Eight
  - Love
  - The Movies That Made Us
  - The Second Gun
  - Wattstax

## 32e cérémonie des Golden Globes
- Animals Are Beautiful People
  - Birds Do It, Bees Do It
  - Le Cœur et l'esprit (Hearts and Minds)
  - Un danseur: Rudolph Nureyev
  - Janis Joplin (film) (en)

## 33e cérémonie des Golden Globes
- Youthquake! (en)
  - T'as pas 100 balles ? (Brother, Can You Spare a Dime)
  - Charlot, le gentleman vagabond (The Gentleman Tramp)
  - Mustang: The House That Joe Built
  - The Other Half of the Sky: A China Memoir
  - UFOs: Past, Present, and Future (en)

## 34e cérémonie des Golden Globes
- Altars of the World
  - People of the Wind
  - The Memory of Justice
  - Wings of an Eagle
  - Hollywood, Hollywood